# Edison Music Awards 1998
Voor het eerst sinds 1995 werden in 1998 weer Edisons Populair uitgereikt. Dit gebeurde op 22 april 1998 in Studio 22 in Hilversum en werd uitgezonden op 23 april 1998 in een tv-show bij RTL 4, gepresenteerd door Katja Schuurman en Carlo Boszhard. Vanaf dit jaar was de naam Edison Music Awards.
Na de kritiek op de Edisons in 1995 ging de prijsuitreiking voor de zoveelste keer helemaal op de schop. De Edison Stichting, die de toekenning van de Edisons organiseert, besloot om met een heel nieuwe serie categorieën te komen, waarbij in sommige gevallen het onderscheid tussen internationaal en nationaal talent werd losgelaten. Tevens werd de scheiding tussen bepaalde genres, zoals blues, rock en pop, opgeheven.
Bovendien kreeg het publiek een grotere stem in het geheel door middel van een aantal publieksprijzen. Dit gebeurde in de categorieën 'Single van het jaar' en 'Beste Nederlandse artiest/groep'. Ook werd afgestapt van het systeem dat een kleine jury de prijzen toekende; in 1998 waren in totaal zo'n 150 juryleden actief. Onder hen waren artiesten, muzikanten en mensen uit de platenindustrie en -handel.
In plaats van afzonderlijke genres werden nieuwe categorieën ingesteld als 'Beste zanger', 'Beste nieuwe artiest/groep', 'Beste soundtrack' en dergelijke. Voor het eerst werd een video-categorie aan de lijst van prijzen toegevoegd. De jazz-categorieën kregen hun eigen Edison-uitreiking, zodat er vanaf dit jaar drie soorten Edison waren: de Edison Populair, Edison Klassiek en Edison Jazz (later: Edison Jazz/World).
Bovendien werd de oeuvreprijs in ere hersteld, nadat deze in de jaren 70 al eens eenmalig was uitgereikt. Boudewijn de Groot en Cliff Richard kregen deze prijs.
Nadat eind februari de nominaties voor de publieksprijzen bekend waren gemaakt, kon het publiek ruim anderhalve maand lang stemmen via een speciaal telefoonnummer.
Grote winnaar van deze editie was Anouk, die drie Edisons in de wacht sleepte. Marco Borsato en Erykah Badu wonnen elk twee exemplaren.

## Winnaars
Algemeen
- Single van het jaar: Marco Borsato & Trijntje Oosterhuis voor Wereld Zonder Jou (Publieksprijs)

Internationaal
- Beste videoclip: Spice Girls voor Spice Up Your Life
- Beste R&B/Dance-act: Erykah Badu voor Baduizm
- Beste groep: Radiohead voor OK Computer
- Beste nieuwe artiest/groep: Natalie Imbruglia voor Left of the Middle
- Beste zanger: Andrea Bocelli voor Romanza
- Beste zangeres: Erykah Badu voor Baduizm
- Beste soundtrack: Ry Cooder voor The End of Violence
- Oeuvreprijs: Cliff Richard

Nationaal
- Beste videoclip: Anouk voor Nobody's Wife
- Beste R&B/Dance-act: The Sunclub voor Fiesta
- Beste artiest/groep: De Kast voor Niets Te Verliezen (Publieksprijs)
- Beste artiest/groep: Van Dik Hout voor Kopstoot van een Vlinder
- Beste nieuwe artiest/groep: Anouk voor Together Alone
- Beste zanger: Marco Borsato voor De Waarheid
- Beste zangeres: Anouk voor Together Alone
- Beste instrumentaal: Junkie XL voor A Forest Called Mulu
- Oeuvreprijs: Boudewijn de Groot

1960 · 1961 · 1962 · 1963 · 1964 · 1965 · 1966 · 1967 · 1968 · 1969 · 1970 · 1971 · 1972 · 1973 · 1974 · 1975 · 1976 · 1977 · 1978 · 1979 · 1980 · 1981 · 1982 · 1983 · 1984 · 1985 · 1986 · 1987 · 1988 · 1989 · 1990 · 1991 · 1992 · 1993 · 1994 · 1995 · 1996 · 1997 · 1998 · 1999 · 2000 · 2001 · 2002 · 2003 · 2004 · 2005 · 2006 · 2007 · 2008 · 2009 · 2010 · 2011 · 2012 · 2013 · 2014 · 2015 · 2016 · 2017 · 2018 · 2019 · 2020 · 2021 · 2022 · 2023 · 2024